# Shamshi-ilu
Shamshi-ilu fue un influyente dignatario de la corte y comandante en jefe (turtanu) del ejército asirio que se alzó en gran prominencia.
Shamshi-ilu probablemente no nació en Asiria, aunque era de un linaje noble de la tribu Bit-Adini, y probablemente fue educado en la corte asiria. Más tarde, ascendió en las filas del ejército asirio para convertirse en el comandante en jefe (turtanu) que tenía un alto grado de influencia sobre los reyes de Asiria que vivieron en su tiempo. Probablemente fue nombrado gobernador, cuando Salmanasar III anexó los territorios de Bit-Adini.

## Turtanu
Subiendo a lo más alto de la escala jerárquica, gracias a sus enseñanzas en las formas asirias, Shamshi-ilu ascendió a la posición más importante en el ejército bajo los reyes Adad-Nirari III y Salmanasar IV, aunque es muy posible que él haya existido mucho después, posiblemente teniendo contacto con Pulu (Tiglath-Pileser III) en algún momento. Es posible que haya participado en la rebelión que vio a Tiglath-pileser III tomar el trono de Ashur-nirari V, aunque puede haber estado muerto para ese momento.

## Campañas
La campaña más famosa y bien documentada de Shamshi-ilu fue contra el rey Argishti I de Urartu. Su nombre apareció en muchos monumentos públicos, como el colosal león de piedra que explica sus victorias en esta campaña. También se sabe que transfirió territorios y realizó acuerdos fronterizos con los siro-hititas, lo cual está registrado en una estela de piedra. Posiblemente pudo haber sido el principal líder de la campaña de Damasco en 796 a. C.